# Nestor Kopsidas
Nestoras „Nestor“ Kopsidas (griechisch Νέστορας «Νέστωρ» Κοψιδάς, * 1975 auf Korfu) ist ein griechischer Schauspieler und Synchronsprecher.

## Leben
Nestor Kopsidas wuchs auf der Insel Korfu auf.
Nach seinem Schulabschluss absolvierte er eine professionelle Schauspielausbildung am Kunsttheater Karolos Koun (Θεάτρο Τέχνης «Κάρολος Κουν» Theátro Téchnis „Kárlolos Koun“). Seit 1996 steht er als Schauspieler vor der Kamera und wirkte bislang in mehr als 20 Film-und-Fernsehproduktionen mit. Daneben wirkt er auch am Theater.
Er ist seit 2001 umfangreich als Synchronsprecher aktiv. Er sprach Figuren in verschiedenen Zeichentrickfilmen und Animationsfilmen wie beispielsweise Das Dschungelbuch, Kung Fu Panda, Oben, Cars, Garfield 2 oder Homer Simpson in Die Simpsons – Der Film.
Kopsidas lebt in Athen.

## Filmografie (Auswahl)
Filme
- 1996: Ta ravdia ton tyflon
- 2000: 2000 + 1 stigmes
- 2012: Aima
- 2018: Elefthero thema
- 2021: O anthropos pou gela

Serien
- 2000: Georgios Vizyinos: I siopi ton angelon
- 2016: The Durrells
- 2016: ANT1 Flashback
- 2023: The Delaware Papers